# Кінгсвілл (Меріленд)
Кінгсвілл (англ. Kingsville) — переписна місцевість (CDP) в США, в окрузі Балтимор штату Меріленд. Населення — 4358 осіб (2020).

## Географія
Кінгсвілл розташований за координатами 39°27′7″ пн. ш. 76°25′49″ зх. д. / 39.45194° пн. ш. 76.43028° зх. д. (39.451907, -76.430345).  За даними Бюро перепису населення США в 2010 році переписна місцевість мала площу 26,18 км², з яких 26,00 км² — суходіл та 0,17 км² — водойми.

## Демографія
Згідно з переписом 2010 року, у переписній місцевості мешкало 4318 осіб у 1580 домогосподарствах у складі 1299 родин. Густота населення становила 165 осіб/км².  Було 1639 помешкань (63/км²).
Расовий склад населення:
| - 96,3 % — білих - 1,3 % — азіатів - 0,9 % — чорних або афроамериканців - 0,1 % — корінних американців |

До двох чи більше рас належало 1,0 %. Частка іспаномовних становила 1,6 % від усіх жителів.
За віковим діапазоном населення розподілялося таким чином: 19,8 % — особи молодші 18 років, 62,8 % — особи у віці 18—64 років, 17,4 % — особи у віці 65 років та старші. Медіана віку мешканця становила 48,8 року. На 100 осіб жіночої статі у переписній місцевості припадало 95,6 чоловіків;  на 100 жінок у віці від 18 років та старших — 97,4 чоловіків також старших 18 років.
Середній дохід на одне домашнє господарство  становив 121 850 доларів США (медіана — 103 203), а середній дохід на одну сім'ю — 135 213 долари (медіана — 112 181). Медіана доходів становила 74 828 доларів для чоловіків та 51 389 доларів для жінок. За межею бідності перебувало 1,4 % осіб, у тому числі 2,3 % дітей у віці до 18 років та 0,0 % осіб у віці 65 років та старших.
Цивільне працевлаштоване населення становило 2097 осіб. Основні галузі зайнятості: освіта, охорона здоров'я та соціальна допомога — 27,1 %, науковці, спеціалісти, менеджери — 12,0 %, роздрібна торгівля — 9,3 %, публічна адміністрація — 7,8 %.